# Heterotis niloticus
Heterotis niloticus is een  straalvinnige vissensoort uit de familie van de beentongvissen (Arapaimidae). De wetenschappelijke naam van de soort werd gepubliceerd in 1829 door Cuvier.
De soort staat op de Rode Lijst van de IUCN als niet bedreigd, beoordelingsjaar 2009.